# Antifon
För den grekiske filosofen, se Antifon (filosof)
Antifon, av grekiskans antifonos, "motljudande", är en sång som inleder och avslutar den antifonala körpsalmodin. Vanligen en psaltarvers men även andra texter ur Bibeln förekommer. Antifonen kan utföras som växelsång mellan två körer. En antifon är även en biblisk vers som inleder och avslutar introitus i mässan.
Maria-antifonerna, som är självständiga sånger och inte antifoner i egentlig mening, förekommer som avslutning på completoriet, den sista av dagens tideböner före nattens vila. I svensk liturgi betecknar antifonal sång växelsång mellan präst och församling.